# فرودگاه سنت میشل‌دس سینتس
فرودگاه سنت میشل‌دس سینتس (به انگلیسی: Saint-Michel-des-Saints Aerodrome) یک فرودگاه همگانی است که یک باند فرود شن دارد و طول باند آن ۹۱۴ متر است. این فرودگاه در کشور کانادا قرار دارد و در ارتفاع ۴۱۸ متری از سطح دریا واقع شده است.